# Benno Mieth
Benno Mieth (obersorbisch Beno Mět; * 6. Juni 1925 in Teichhäuser; † 1. April 2011 in Weinsberg) war ein deutsch-sorbischer Schauspieler.

## Leben
Der Sohn eines Steinbrucharbeiters nahm nach dem Zweiten Weltkrieg eine schauspielerische Ausbildung auf. Sein erstes Theaterengagement erhielt Mieth im Jahr 1950 am Sorbischen Volkstheater in Bautzen. Es folgten Engagements am Theater Cottbus (1956), Bautzener Stadttheater (1958 und 1961), Theater der Jungen Generation in Dresden (1959), Theater der Bergarbeiter in Senftenberg (1962), Landestheater Halle (1972) und von 1990 bis 1996 erneut am Bautzener Deutsch-Sorbischen Volkstheater. Anschließend war Mieth freiberuflich in Bautzen tätig. Außerdem erhielt Mieth Rollen in mehreren Spielfilmen, darunter in der TV-Reihe Polizeiruf 110. Er war vor allem in volkstümlichen Charakterrollen zu sehen.
Mieth hatte drei Söhne. Seine Frau Johanna Mros war ebenfalls am Theater der Bergarbeiter engagiert und starb im Alter von 54 Jahren. Seine Enkelin Nicole Mieth ist ebenfalls als Schauspielerin tätig.

## Rollen am Theater
- Der eingebildete Kranke (Rolle: Argan), Theater Bautzen
- Romeo und Julia (Rolle: Pater Lorenzo), Theater Dresden
- Romeo und Julia (Rolle: Capulet), Theater Senftenberg
- Hamlet (Rolle: Claudius), Theater Senftenberg
- Egmont (Rolle: Soest), Theater Cottbus
- Don Karlos (Rolle: Graf Lerma), Theater Senftenberg
- Tartuffe (Rolle: Orgon)
- George Dandin
- Frau Flinz (Rolle: Weiler)
- Thomas Münzer (Rolle: Münzer), Freilichtbühne Quedlinburg

## Filmografie (Auswahl)
- 1963: Geheimnis der 17
- 1964: Die Suche nach dem wunderbunten Vögelchen
- 1965: Aus dem Tagebuch eines Minderjährigen (TV-Serie)
- 1968: Der Streit um den Serganten Grischa
- 1969: Im Himmel ist doch Jahrmarkt
- 1974: … verdammt, ich bin erwachsen
- 1975: Broddi (TV-Miniserie)
- 1977: Der Mann aus der Vergangenheit
- 1979: Polizeiruf 110: Am Abgrund (TV-Reihe)
- 1980: Hilfe, unser Stuhl ist weg!
- 1983: Moritz in der Litfaßsäule
- 1986: Treffpunkt Flughafen (TV-Miniserie, 1 Folge)
- 1988: Jonny kommt – Regie: Richard Engel
- 1988: In einem Atem
- 1990: Sehnsucht
- 2002: Drei Ringe